# Эльброн-Дюрн
Эльброн-Дюрн (нем. Ölbronn-Dürrn) — община в Германии, районный центр, расположен в земле Баден-Вюртемберг. 
Подчиняется административному округу Карлсруэ. Входит в состав района Энц.  Население составляет 3429 человек (на 31 декабря 2010 года). Занимает площадь 15,64 км².